# Station Eystrup
Station Eystrup (Bahnhof Eystrup) is een spoorwegstation in de Duitse plaats Eystrup, in de deelstaat Nedersaksen. Het station ligt aan de spoorlijn Wunstorf - Bremerhaven, de lijn naar Syke wordt alleen gebruikt door goederentreinen. Het station telt twee perronsporen. Op het station stoppen treinen van DB Regio Nord.

## Treinverbindingen
De volgende treinseries doen station Eystrup aan:
| Serie | Treinsoort                       | Route | Bijzonderheden                                                              |
| ----- | -------------------------------- | --- | --------------------------------------------------------------------------- |
| RE 1  | Regional-Express (DB Regio Nord) | Hannover Hbf – Nienburg (Weser) – Eystrup – Verden (Aller) – Bremen Hbf – Delmenhorst – Hude – Oldenburg (Oldb) Hbf – Leer (Ostfriesl) – Emden Hbf – Norddeich Mole | Rijdt eenmaal per twee uur.                                                 |
| RE 8  | Regional-Express (DB Regio Nord) | Bremerhaven-Lehe – Bremerhaven Hbf – Bremen Hbf – Verden (Aller) – Eystrup – Nienburg (Weser) – Hannover Hbf                                                        | Rijdt eenmaal per twee uur                                                  |
| RB 76 | Regionalbahn (DB Regio Nord)     | (Verden (Aller) – Rotenburg (Wümme) | Weser-Aller-Bahn 1x per twee uur Verden-Rotenburg (1x per uur in de spits). |